# Hainichen (Gößnitz)
Hainichen ist ein Ortsteil der Stadt Gößnitz im Landkreis Altenburger Land in Thüringen.

## Lage
Gößnitz und die Ortsteile befinden sich südlich von Altenburg kurz vor Meerane im Übergang des Zeitzer-Altenburger-Lösshügellandes in das Erzgebirgsvorland. Hainichen liegt südwestlich von Gößnitz direkt an der Landesgrenze zu Sachsen. Verkehrsmäßig ist die Umgegend der Gemeinde über die Landesstraßen 2466 und 1358 und über die Bundesstraße 93 erfasst. Durch die Ortsflur verläuft die Bahnstrecke Glauchau-Schönbörnchen–Gößnitz. Die geographische Höhe des Ortes beträgt 220 m ü. NN.

## Geschichte
Archäologische Funde belegen eine Besiedlung der Gegend schon in der jüngsten Steinzeit. Im Jahre 1344  wurde der Ort Hainichen erstmals urkundlich genannt. Hainichen gehörte zum wettinischen Amt Altenburg, welches ab dem 16. Jahrhundert aufgrund mehrerer Teilungen im Lauf seines Bestehens unter der Hoheit folgender Ernestinischer Herzogtümer stand: Herzogtum Sachsen (1554 bis 1572), Herzogtum Sachsen-Weimar (1572 bis 1603), Herzogtum Sachsen-Altenburg (1603 bis 1672), Herzogtum Sachsen-Gotha-Altenburg (1672 bis 1826). Das im Jahr 1707 erbaute Rittergut stand unter schönburgischer Grundherrschaft.
Bei der Neuordnung der Ernestinischen Herzogtümer im Jahr 1826 kam der Ort wiederum zum Herzogtum Sachsen-Altenburg.
Nach der Verwaltungsreform im Herzogtum gehörte Hainichen bezüglich der Verwaltung zum Ostkreis (bis 1900) bzw. zum Landratsamt Ronneburg (ab 1900). Das Dorf gehörte ab 1918 zum Freistaat Sachsen-Altenburg, der 1920 im Land Thüringen aufging. 1922 kam es zum Landkreis Altenburg.
Im Jahr 1923 wurde Hainichen nach Gößnitz eingemeindet. Im Zuge der Bodenreform in der Sowjetischen Besatzungszone wurde das Rittergut im Jahr 1945 enteignet. Es beherbergt heute ein Seniorenwohnheim. Bei der zweiten Kreisreform in der DDR wurden 1952 die bestehenden Länder aufgelöst und die Landkreise neu zugeschnitten. Somit kam Hainichen als Ortsteil von Gößnitz mit dem Kreis Schmölln an den Bezirk Leipzig, der seit 1990 als Landkreis Schmölln zu Thüringen gehörte und bei der thüringischen Kreisreform 1994 im Landkreis Altenburger Land aufging. 2012 lebten im Ortsteil 150 Personen.